# Philosophie orientale
La philosophie orientale est un champ de la philosophie qui désigne les traditions philosophiques élaborées dans les pays de tradition asiatique, perse et islamique. La philosophie orientale se distingue de la philosophie occidentale par les concepts utilisés et les méthodes d'argumentation. La philosophie orientale comprend de nombreuses traditions disciplinaires et la classification utilisée dans la philosophie occidentale est largement utilisée également dans la philosophie orientale : philosophie analytique, politique, épistémologie, etc.

## La philosophie orientale: un champ d'étude et une discipline académique

### Différentes philosophies orientales
La philosophie orientale comprend la philosophie chinoise, la philosophie iranienne, la philosophie japonaise, la philosophie indienne, la philosophie pakistanaise, la philosophie vietnamienne et la philosophie coréenne. Le terme peut éventuellement désigner la philosophie babylonienne et la philosophie islamique.

### Un champ d'étude au cœur des recherches en philosophie comparée
Les traditions de la philosophie orientale sont généralement étudiées au sein de corpus de philosophie comparée et donne lieu à des études permettant de mettre au jour des points communs entre différents auteurs clefs de traditions occidentales et orientales (par exemple des études sur la taoïsme et la pensée lévinassienne effectuées à l'Université de Pékin). En France on trouve d'éminents spécialistes de la philosophie orientale : 
Pour la philosophie islamique on peut citer : Christian Jambet, Pierre Lory, René Berthelot, Marcellin Berthelot. 
Pour la philosophie asiatique on peut citer : Charles Malamoud, Jean Lévi, René Berthelot, Marcellin Berthelot, François Jullien. 

### Une discipline académique qui ne doit pas être confondue avec des pratiques sectaires
Peu étudiées en Europe, les philosophies orientales sont souvent confondues avec des questionnements purement spirituels et ou des enjeux liés à la santé et au bien-être. Si les traditions de philosophie occidentale abordent entre autres ces sujets, elles correspondent avant tout à une discipline académique enseignée dans des établissements spécialisés souvent prestigieux pour cette spécificité : Oxford, Cambridge, EPHE, EHESS, Université catholique de Louvain, Oslo, etc.
Plusieurs institutions gouvernementales ont mis en garde contre les pseudos spécialistes de la philosophie orientale, qui ne possèdent aucun diplôme reconnu dans ce domaine (proliférations de faux diplômes) et développent des pratiques souvent liées aux soins que l'on retrouve dans les pratiques sectaires.

## Une discipline philosophique liée à l'histoire et la philologie

### Une discipline encadrée par des règles
Les formations portant sur les grandes traditions de philosophie orientale sont effectuées par des enseignants chercheurs d'universités ayant été eux-mêmes formés non seulement à la discipline, c'est-à-dire aux méthodes de la philosophie, mais également aux spécificités de traditions philosophiques particulières : philosophie chinoise, philosophie indienne, philosophie perse, etc. Se désigner comme spécialiste d'un ou de plusieurs courant de la philosophie orientale passe donc par une légitimité liée à des compétences acquises lors d'un cursus de plusieurs années d'enseignement débouchant sur des diplômes et sous la direction de personnes agréées dans des établissements reconnus.

### Les grands courants de la philosophie orientale reposent sur les enseignements d'auteurs mondialement connus
La philosophie islamique compte par exemple des auteurs extrêmement importants comme : Muhammad ibn Zakariya al-Razi, Al-Farabi, Ibn Sina,  Averroes, etc.
La philosophie chinoise compte des philosophes connus comme : Zhu Xi, Wang Yangming.